# Żagniczka zwyczajna
Żagniczka zwyczajna, żagniczka pospolita, żagniczka wiosenna (Brachytron pratense) – gatunek ważki z rodziny żagnicowatych (Aeshnidae). Najmniejsza i najwcześniej pojawiająca się z występujących w Polsce żagnicowatych.
Zasięg jej występowania obejmuje Europę; gatunek występuje też w zachodniej Anatolii, północnym i północno-zachodnim Iranie oraz Gruzji, ale jest tam rzadki i bardzo rozproszony. W Polsce jest gatunkiem pospolitym, spotykanym na obszarze całego kraju oprócz obszarów górskich, lokalnie licznym; imagines pojawiają się od końca kwietnia do czerwca. Preferuje wody stojące porośnięte gęstą roślinnością brzegową.
Całe jej ciało jest pokryte krótkimi włoskami. Długość ciała 63 mm, rozpiętość skrzydeł 75 mm.